# 水野忠宜
水野 忠宜（みずの ただよし、1877年〈明治10年〉9月1日 - 1902年〈明治35年〉1月24日）は、日本の陸軍軍人。位階は正五位。最終階級は陸軍歩兵中尉。八甲田雪中行軍遭難事件で遭難死した。なお、「水野 忠宣」は誤記。

## 生涯
1877年（明治10年）9月1日、旧紀伊新宮藩藩主・水野忠幹の長男として東京府で生まれる。母は田原藩第11代藩主・三宅康直の四女・釥子。
陸軍士官学校（10期）に入り、1898年（明治31年）11月25日に卒業。青森県弘前市の第8師団に赴任し、1899年（明治32年）6月27日、陸軍歩兵少尉に任官。1901年（明治34年）に仙台地方で行われた陸軍大演習に際し、陸軍歩兵中尉に進級する。
1902年（明治35年）、歩兵第5連隊第2大隊第8中隊第4小隊長として八甲田山雪中行軍に参加する。出発前に病床の父に手紙で報告したところ、父は大いに称賛して防寒着を送ってきた。忠宜はこの防寒着を身に纏って1月23日に出発したが、翌1月24日に遭難（八甲田雪中行軍遭難事件）。八甲田山にしばしば狩猟に訪れて周辺の地理に詳しかったこともあり、遭難後は率先して地理を探っていたが、駒込川の沢を脱出する際に卒倒凍死した。遺体は1月31日に鳴沢で発見された。葬儀は2月23日に和歌山県新宮市の本広寺で営まれ、神奈川県鎌倉市の高松寺に埋葬された。法号は瑞雲院殿忠宜日徳大居士。なお、和歌山県新宮市の水野家墓所には墓碑がある。兄弟の多くは他家に養子に出されていたため、父が死去すると末弟の重吉が家督を継いだ。
趣味は狩猟と写真撮影。冬になると八甲田山のウサギや青森湾のカモを狩りに行ったという。八甲田山雪中行軍では愛用のカメラを持参しており、従卒の小野寺庄右衛門一等卒の遺体近くで発見されている。

## 演じた俳優
- 古川義範 - 映画『八甲田山』（1977年、仮名の小野中尉として登場）